# Megami Tensei
Megami Tensei (яп. 女神転生 Мэгами Тэнсэй, с яп. — «Реинкарнация Богини»), сокращённо MegaTen (яп. メガテン) — серия японских приставочных ролевых игр, основанная на серии романов Digital Devil Story Аи Ниситани (взявшая своё название от названия первого из этих романов) и стала одной из главных франшиз жанра в Японии. Игры публикуются компанией Atlus, кроме игр на Famicom, которые издавала Namco.
Несмотря на то, что большинство игр в серии имеют независимые истории, все они содержат много общих элементов. Демоны и мифологии занимают видное место в каждом выпуске, как правило, предоставляя игрокам возможность набирать демонов в свою команду. Другие общие элементы включают в себя некоторые элементы механики игры и сюжета. Также большинство игр серии имеют нелинейный геймплей, предлагающий свободу выбора действий и несколько концовок, система диалогов позволяет игрокам участвовать в разговоре с врагами и переманивать их на свою сторону.
Игры Megami Tensei коммерчески успешны и популярны среди игроков. В Японии она известна как третья по важности серия RPG игр, после Dragon Quest и Final Fantasy. Например, Shin Megami Tensei IV разошлась тиражом в 600 тыс. копий.

## Игры
Первая игра серии, Digital Devil Story: Megami Tensei, была создана по мотивам одноимённой графической новеллы Аи Ниситани. Она была выпущена в 1987 году в Японии для домашнего компьютера MSX и приставки Famicom. Эта игра и её сиквел Megami Tensei II — единственные, в названии которых содержатся просто слова «Megami Tensei». Название Kyūyaku Megami Tensei (яп. 旧約・女神転生 Кю:яку Мэгами Тэнсэи), ремейка первых двух игр для приставки Super Nintendo, переводилось на английский как «Old Testament Reincarnation of the Goddess» (рус. Ветхозаветная реинкарнация богини). Самой известной линейкой игр в серии стала Shin Megami Tensei (яп. 真・女神転生 Син Мэгами Тэнсэи, букв. Истинная Реинкарнация Богини). Будучи формально спин-оффом оригинальных частей, за пределами Японии именно это название стало включаться в имена всех игр.
Кроме оригинальной игры под названием Shin Megami Tensei вышли Shin Megami Tensei II и Shin Megami Tensei if... для SNES в 1994 году, Shin Megami Tensei III: Nocturne для PlayStation 2, и Shin Megami Tensei: Strange Journey для Nintendo DS. MMORPG Shin Megami Tensei: IMAGINE была выпущена в январе 2008 года, разработчиком выступила студия Cave, а издателем — Aeria Games. Действие происходит между первой и второй играми серий в постапокалиптическом Токио.

### Persona
Ответвление основной серии Megami Tensei, подсерия Persona, посвящена приключениям группы подростков, обладающих способностью вызывать своё альтер эго, известное как «Персона». Megami Ibunroku (яп. 女神異聞録 Мэгами ибунроку), название оригинальной игры серии, вышедшей на PlayStation, переводится как «Летопись о странных историях богини». Эта игра в 1996 году вышла в Северной Америке под названием Revelations: Persona. Следующий номер в серии Persona разделили две игры: Persona 2: Innocent Sin, вышедшая в 1999 году, и Persona 2: Eternal Punishment — в 2000, Обе вышли на PlayStation, но только Eternal Punishment была переведена на английский.
Shin Megami Tensei: Persona 3, впервые выпущенная в 2006 году для PlayStation 2, внесла сильнейшее изменение в подсерию, так как в ней появились элементы симулятора. Игрок управлял старшеклассником, днём посещавшим уроки, после уроков можно было выбирать занятие: например, сходить в кино или прогуляться с друзьями. Все эти действия оказывали влияние на его боевые способности, которые можно было применить ночью. Также Persona 3 известна из-за «Вызывателей» (англ. Evokers), похожих на пистолеты объектов, из которых герои должны были выстрелить себе в голову, чтобы вызвать свою Персону. Shin Megami Tensei: Persona 4, вышедшая в 2008 году на PlayStation 2, расширила боевые и симуляторные элементы предшественницы. В то же время в игре уже не было «Вызывателей», а для призыва Персоны персонажи использовали карты Таро.

### Devil Summoner
Подсерия Devil Summoner началась на Sega Saturn с игр Shin Megami Tensei: Devil Summoner в 1995 году и Devil Summoner: Soul Hackers в 1997 году. Серия продолжилась только в 2006 году с выходом Shin Megami Tensei: Devil Summoner: Raidou Kuzunoha vs. The Soulless Army и её сиквелом 2008 года Shin Megami Tensei: Devil Summoner 2: Raidou Kuzunoha vs. King Abaddon. Обе игры вышли на PlayStation 2. В отличие от предыдущих игр серии, являвшихся традиционными и пошаговыми, Raidou Kuzunoha относятся к экшенам с элементами ролевой игры. Райдо Кудзуноха, главный герой подсерии, — детектив, живущий в начале XX века в Японии, призыватель демонов в 14 поколении.

### Digital Devil Saga
Shin Megami Tensei: Digital Devil Saga, известная в Японии как Digital Devil Saga: Avatar Tuner, — первая из двух игр подсерии Digital Devil Saga. Она вышла в Японии в 2004 году для PlayStation 2. Digital Devil Saga отличается от других игр Megami Tensei тем, что герой не может призывать демонов, а вместо этого управляет группой героев, способных в них обращаться. Shin Megami Tensei: Digital Devil Saga 2, вышедшая в Японии просто как Digital Devil Saga 2, — непосредственный сиквел первой игры. Он вышел в Японии и Северной Америке в 2005 году.

### Прочие игры
Majin Tensei, один из множества спин-оффов, можно перевести как «Реинкарнация бога-демона». Внутри франчайза, Мадзин / бог-демон обычно обозначает верховного бога пантеона, не обязательно демонического; например, это могут быть Вишну, Гор или Баал. Giten Megami Tensei, обычно сокращаемая до GigaTen, — более ориентированная на научную фантастику серия игр для японских компьютеров. Название её переводится как «Псевдоэпиграфичная реинкарнация богини». Серия Megami Tensei Gaiden: Last Bible ещё одна, существующая внутри МэгаТэн, большинство игр в ней вышли для Game Boy Color. В Last Bible действие перенесено в фэнтезийный мир. Shin Megami Tensei: Devil Children — другая побочная серия для портативных приставок. Игры Devil Children ориентированы на более младшую аудиторию и обычно ярче и легче в прохождении.

## Общие элементы

### Сюжет и тематика
Серия игр Megami Tensei отличается от остальных японских ролевых игр тем, что в основном сторонится жанровых клише, таких как типичный псевдосредневековый сеттинг и элементы меча и магии. Игры MegaTen обычно происходят в современной Японии или в Японии ближайшего будущего и посвящены оккультизму, иногда с элементами киберпанка.
Megami Tensei переводится как «реинкарнация богини». Героиня первой игры была реинкарнацией синтоистской богини Идзанами. Несмотря на сохранение этой части названия, в большинстве других игр серии реинкарнаций нет, хотя всегда есть персонажи, которых можно было бы назвать «богинями».
Каждая игра серии предлагает некоторый тип общения между человеческими и демоническими персонажами, и игрокам часто разрешают убедить демонов вступить в группу. Кроме того, во время игры игрока часто просят сделать моральный или философский выбор, который затрагивает основную сюжетную линию игры и её завершение.

### Геймплей
В играх серии Megami Tensei игрок управляет группой персонажей, которая состоит из людей или демонов, либо включает и тех, и других. Обычно противники генерируются на карте случайным образом. В играх серии до выхода Revelations: Persona использовался вид от первого лица, но позже это изменилось. Чаще всего игроки путешествуют по подземельям и различным зданиям. Игроки отдают команды каждому члену группы во время боя, что типично для жанра пошаговых RPG, хотя Majin Tensei и Devil Survivor демонстрируют механику, свойственную тактическим ролевым играм.
Врагов, присутствующих в играх серии, принято называть акума (яп. 悪魔 акума, «дьявол» или «демон»), в отличие от термина «монстр», который используется в большинстве игр жанра RPG. Игрок может переманить акум на свою сторону, после чего те обращаются в накама (яп. 仲魔) — «дружественного демона», для записи второго термина используются иероглифы, созвучные японскому слову «товарищ» (яп. 仲間 накама). Также присутствует возможность объединять нескольких накама, чтобы создать нового более сильного помощника и, аналогичным образом, улучшать оружие, вплавляя в него акума (однако эта механика не является универсальной для всех игр серии — во многих не позволяется объединять демонов и предметы, а в Digital Devil Saga их даже нельзя ловить). Игры серии MegaTen полны мифологических отсылок; встретить в бою или призвать можно божества и создания из греко-римской, скандинавской, кельтской, иудейско-христианской, египетской, китайской, индийской и японской мифологий.

## Разработка и история
Megami Tensei, первая игра в серии, основана на первом томе серии хоррор-новелл Digital Devil Story Аи Ниситани. Хотя серия создана в Японии в 1987 году, Jack Bros. была первой игрой, локализованной для Северной Америки, и это произошло только в 1995 году. Revelations: Persona стала первой ролевой игрой в серии, выпущенной в Северной Америке в 1996 году. Хотя сюжет игры Persona разворачивался в Японии, при локализации игры Atlus пытался убрать из игры как можно больше отсылок к японской культуре. К тому же все имена были изменены на звучащие по-английски, а внешность нескольких персонажей изменена. Персонаж Масао Инаба был переименован в Марка, также его внешность изменена с азиатской на негроидную. Цвет волос некоторых персонажей также был изменён. Персонажам была возвращена оригинальная внешность в ремейке для PSP.
Shin Megami Tensei: Strange Journey была первой игрой в серии, созданной с расчетом на локализацию. Кадзума Канэко, продюсер и дизайнер игры, рассказал, что история происходит в Антарктике для удобства людей из других стран. Также Atlus решил не присваивать игре порядковый номер в названии, чтоб уменьшить неразбериху для игроков, которые не знакомы с серией.

## Принятие публикой
Несколько игр серии Megami Tensei, которые были выпущены в Северной Америке, получили положительные обзоры. Только две из четырёх игр серии Shin Megami Tensei были выпущены на английском: Shin Megami Tensei: Nocturne для PS2, которая получила высокую оценку 82 на сайте Metacritic, и Shin Megami Tensei: Strange Journey для Nintendo DS. Shin Megami Tensei: Strange Journey (четвёртая игра в основной серии) была выпущена в Америке 23 марта 2010 года. Все игры серии Persona кроме Persona 2: Innocent Sin были выпущены на западе и получили хвалебные отзывы от критиков. Revelations: Persona получил оценку 80 на сайте Metacritic, а её ремейк для PSP получил 83. Persona 2: Eternal Punishment получила 83, Persona 3 получила 86 и Persona 4 получила 90. Другие игры серии получили схожие оценки (Devil Survivor, Digital Devil Saga, Digital Devil Saga 2 и Devil Summoner).
Nintendo Power отметил, что Atlus всегда смешивает «знакомый геймплей» с удивительными комбинациями, когда создает игры для серии, например Persona, «страшные истории в наше время» и «команды японских старшеклассников» — идеальный пример. Редактор также добавил, что Strange Journey использует похожую схему, называя геймплей «переделкой научной фантастики».

### Отзывы критиков
Серии получили хвалебные отзывы за геймплей, визуальные и графические элементы. Игры серии узнаются за счёт запоминающихся персонажей. Digital Devil Story: Megami Tensei II и Shin Megami Tensei в опросе Famitsu' 2006 «Top 100 Favorite Games of All Time» остановились на 58 и 59 местах соответственно. За первое десятилетие XXI века серия Shin Megami Tensei побывала в топе в различных списках «RPG десятилетия». В «Топ-20 RPG прошлого десятилетия» RPGFan’а на первом месте были Digital Devil Saga и Digital Devil Saga 2, на втором Persona 3, а Persona 4 на четвёртом. В то же время, в опросе RPGamer «Топ RPG дессятилетия» вершину занимала Persona 3.
Многие игры серии выигрывали награды. Shin Megami Tensei III: Nocturne получила G4TV X-Play «Лучшая RPG 2004 года». GameSpot и RPGFan назвали Persona 3 лучшей ролевой игрой 2007 года. GameSpy назвал её лучшей игрой 2007 года для PS2 и поставил на второе место в Топ-10 игр 2007 года для PS2. 1UP.com проводил награждение игр 2007 года в марте 2008-го в программе Electronic Gaming Monthly, Persona 3 получила награду «Most controversial game that created no controversy». Persona 4 была награждена «PlayStation 2 Game Prize» на Famitsu Awards 2008 года голосованием читателей Famitsu.Computer Entertainment Supplier's Association также присудила игре одну из «Games of the Year Award of Excellence» на Japan Game Awards 2009 года. Игру хвалили за «высокое качество работы», «прекрасный сюжет, автогенерируемые подземелья и впечатляющую фоновую музыку». Persona 5 получила награду «Лучшая ролевая игра года» на The Game Awards 2017, а также была одним из номинантов на награду «Игра года».

## Адаптации и товары
На основе игр серии выпускались такие товары, как коллекционные фигурки, манга, настольные RPG и коллекционные игровые карты. Было снято 2 OVA и 3 телесериала по мотивам новелл Digital Devil Story и играм Megami Tensei, особенно Persona и Devil Children.
26-серийное аниме-продолжение игры Persona 3, названное Persona: Trinity Soul, транслировалось с января 2008 года. С событий игры прошло 10 лет, в аниме Акихико появляется только как второстепенный персонаж. Также эту игру адаптировали в формат манги, написанной и иллюстрированной Сюдзи Согабэ. Манга раз в месяц в японском журнале Dengeki Maoh. Компания Kotobukiya выпустила коллекционные фигурки Эйдзис, Мицуру и Акихико. Фигурки имели взаимозамениямые детали, такие как Evoker и оружие, которые были доступны в базовом наборе. Alter, другая японская компания, специализированная на выпуске фигурок, выпустила фигурки Элизабет, Эйдзис и Мицуру в масштабе 1:8. Наушники, которые носит протагонист, продавались компанией Audio-Technica, модель ATH-EM700.
С выходом игры Persona 4 Atlus также изготавливала товары, включая фигурки, датабуки, игрушки и одежду. Большинство мерча было выпущено только в Японии. Сторонние японские изготовители также изготавливали фигурки и игрушки. PVC-фигурки Юкико Амаги, Тэдди и Рисэ Кудзикавы в масштабе 1:8 изготовлены Alter. Лицензированные Atlus товары продавались компанией Cospa, включая футболки, рюкзаки и куртки и другие аксессуары, которые носит Тиэ в игре Persona 4. Сюдзи Согабэ, создатель манги Persona 3, 19 сентября 2008 года начал издавать в журнале компании ASCII Media Works Dengeki Black Maoh мангу и по Persona 4. Позже каждый том был издан компанией Bros.Comix Ex.